# Jacques Roux

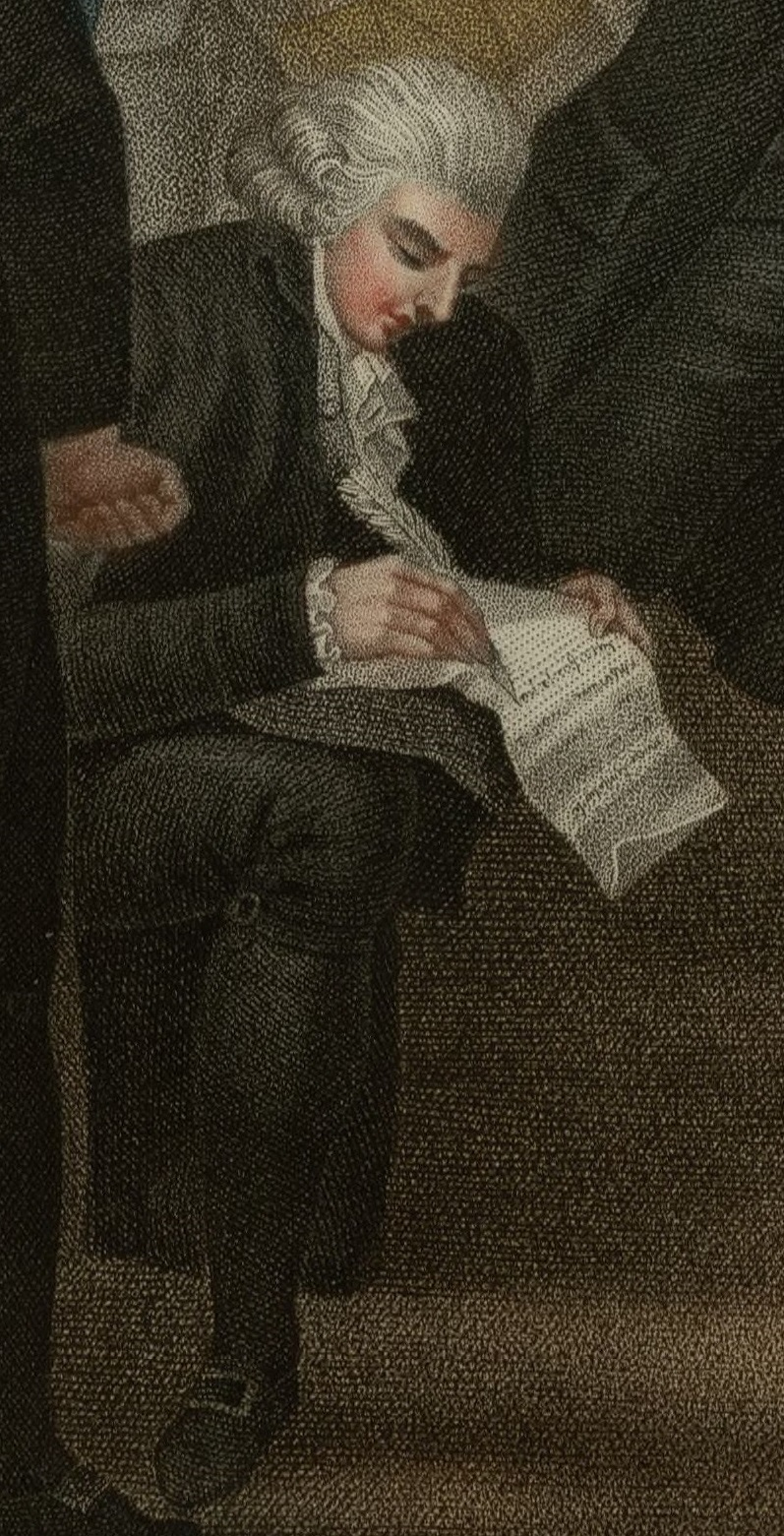

Jacques Roux (* 21. August 1752 in Pranzac (heute Département Charente in der Region Nouvelle-Aquitaine); † 10. Februar 1794 in Bicêtre) war ein französischer Priester und Revolutionär.

## Leben
Bei Ausbruch der Französischen Revolution 1789 war Roux Priester in Saint-Thomas-de-Conac nahe der Atlantikküste. Weil er die Revolution begrüßt und in seinen Predigten zu befeuern versucht hatte, musste er seine Gemeinde wegen seiner Radikalität verlassen und ging nach Paris. Hier leistete er enthusiastisch den Eid auf die Zivilverfassung des Klerus und war fortan als Seelsorger der Sektion der Gravilliers tätig.
Nach der Flucht des Königs wandelte sich Roux zum vehementen Republikaner; er trat für die Hinrichtung Ludwigs XVI. ein, den er „Ludwig den Letzten“ nannte. Zudem nahm er Jean Paul Marat bei sich auf, als dieser 1792 untertauchen musste. Roux hatte sich in seiner Sektion den Ruf eines „kleinen Marat“ erworben. Er beaufsichtigte den inzwischen als „Bürger Capet“ bezeichneten Ludwig als Vertreter der revolutionären Pariser Kommune, in deren Generalrat er gewählt worden war, auf dem Weg zur Guillotine.
Nach der Hinrichtung des Königs deuteten sich jedoch Konflikte innerhalb der politischen Linken an. Zwar war Roux Mitglied der Jakobiner und der Cordeliers, doch vertrat er im Jahre 1793 in vielen Fragen radikalere Positionen als die meisten Revolutionäre. Daher wurden er und andere, ähnlich gesinnte Revolutionäre als Enragés bezeichnet, als über das Ziel hinausschießende „Ultrarevolutionäre“.
Bei den Aufständen Ende Mai und Anfang Juni 1793 arbeiteten die Enragés, die Hébertisten und die Jakobiner um Maximilien de Robespierre noch gegen die Girondisten zusammen, obwohl sich bereits Differenzen zeigten. Doch danach kritisierte Roux weiterhin die Politik des Nationalkonvents, indem er ein strikteres Vorgehen gegen – also mehr Hinrichtungen von – Spekulanten und Hamsterer forderte, denen er die schwierige Versorgungslage der Pariser Bevölkerung und der Sansculotten insbesondere anlastete. Auf diese Weise wollte Roux der tatsächlichen sozialen Gleichheit näherkommen. Dafür erntete er allerdings herbe Kritik aus dem Konvent, von Marat, den Jakobinern und den Hébertisten.
Nachdem Marat im Juli ermordet worden war, setzte Roux trotz ihrer jüngsten Auseinandersetzungen dessen Zeitung Le Publiciste de la République française als „Schatten Marats“ fort. Robespierre ließ jedoch im Konvent und bei den Jakobinern Marats Lebensgefährtin Simone Evrard gegen Roux sprechen, um ihn zu diskreditieren, und Hébert stellte sich als den einzig würdigen Nachfolger Marats dar.
Nach der Septemberbewegung am 5. September 1793 fand sich Roux bei den Jakobinern ein und wurde von diesen verhaftet. Als nach längerer Haftstrafe schließlich absehbar war, dass er dem Revolutionstribunal überstellt und wahrscheinlich zum Tode verurteilt werden würde, beging Roux am 10. Februar 1794 Selbstmord.

## Rezeption
Karl Marx erwähnt Roux in Die heilige Familie als einen Vorläufer des Kommunismus, obwohl Roux nicht als Kommunist bezeichnet werden kann, weil er nicht für die Abschaffung des Privateigentums war. Bei der Erforschung der Enragés hat sich vor allem der DDR-Historiker Walter Markov hervorgetan. Peter Weiss lässt Roux als Figur in seinem Stück Die Verfolgung und Ermordung Jean Paul Marats dargestellt durch die Schauspielgruppe des Hospizes zu Charenton unter Anleitung des Herrn de Sade auftreten.

## Werke
- Walter Markov (Hrsg.): Jacques Roux: Scripta et Acta, Berlin 1969.
- Walter Markov (Hrsg.): Jacques Roux: Freiheit wird die Welt erobern. Reden und Schriften, Frankfurt a. M. 1985.